# Battle Blaze
Battle Blaze (バトルブレイズ) est un jeu vidéo de combat un contre un en 2D se déroulant dans un univers fantasy médieval. Le jeu a été développé et édité par Sammy Studios. Il est sorti sur Arcade en 1992, puis porté sur Super Nintendo au Japon en 1992 et  en Amérique du Nord en 1994,,.

## Synopsis
Le royaume de Virg doit sélectionner son prochain Roi lors d'un tournoi. Mais un être maléfique, Autarch, envoient 5 démons pour posséder les combattants de chaque province. Seul le meilleur d'entre eux, Durill, résiste, mais succombe d'un mal mystérieux. Son fils Kerrell part se venger et vaincre Autarch.

## Système de jeu
Le jeu comporte 6 personnages jouables qui combattent avec des armes: Kerrell (le héros, armé d'un glaive), Gustoff (un orque de Gromoor, armé d'une massue), Shnouzer (un loup-garou de Artec, armé de griffes), Tesya (de Fynn, armée de dagues), Adrick (de Naxus, armé d'une claymore) et Lang (frère jumeau de Kerrell, en mode Battle uniquement). En mode Quête (Hero), seul Kerrell est jouable et il doit affronter Gustoff, Shnouzer, Tesya et Adrick. En mode Battle, les combats se déroulent dans le Colosseum de Berponea, deux à deux.

## Informations supplémentaires
L'illustration de la boîte version japonaise est l'œuvre de Yasushi Torisawa. L'illustration de la page titre nord-américaine rappelle l'affiche du film Conan le Barbare.